# Aphoebantus transitus
Aphoebantus transitus är en tvåvingeart som först beskrevs av Daniel William Coquillett 1886.  Aphoebantus transitus ingår i släktet Aphoebantus och familjen svävflugor.
Artens utbredningsområde är Kalifornien. Inga underarter finns listade i Catalogue of Life.